# 義神星冰原島峰
義神星冰原島峰（英語：Astraea Nunatak）是南極洲的冰原島峰，位於亞歷山大一世島南部，處於斯特卡托峰以南10公里，根據美國探險隊拍攝的空中照片被繪入地圖，現時由南極條約體系管理。

## 外部連結
- （页面存档备份，存于）

71°59′S 70°25′W / 71.983°S 70.417°W